# Andrijan Nikołajew
Andrijan Grigoriewicz Nikołajew (ros. Андриян Григорьевич Николаев; ur. 5 września 1929 w Szorszełach, zm. 3 lipca 2004 w Czeboksarach) – radziecki kosmonauta, generał major radzieckich Sił Powietrznych, dwukrotny Bohater Związku Radzieckiego, Bohater Mongolskiej Republiki Ludowej, Lotnik Kosmonauta ZSRR.

## Życiorys
Urodził się we wsi Szorszeły w Czuwaszji w rodzinie chłopskiej. W 1948 ukończył technikum leśne i rozpoczął pracę w Pietrozawodsku, w Dierewiańskim Gospodarstwie Leśnym. Tam do 1950 roku pracował jako majster w swoim zawodzie. W 1950 roku został powołany do Armii Radzieckiej w Kirowabadzie. Służył w lotnictwie wojskowym początkowo jako strzelec pokładowy. Jesienią 1951 roku został skierowany do szkoły pilotów myśliwskich. W 1954 roku ukończył wojskową szkołę lotniczą, po czym służył jako pilot. W oddziale kosmonautów był od 7 marca 1960 do 26 stycznia 1982 roku.
W dniach 11–15 sierpnia 1962 odbył na pokładzie trzeciego załogowego radzieckiego statku kosmicznego, Wostok 3, pierwszy wielodobowy lot kosmiczny (3 doby 22 godziny i 22 minuty). Był to też pierwszy lot grupowy – z Wostokiem 4.
Drugi lot kosmiczny (1–19 czerwca 1970) odbył w charakterze dowódcy statku kosmicznego Sojuz 9, wspólnie z Witalijem Siewastjanowem. Lot trwał 17 dni 16 godzin i 58 minut i był to najdłuższy lot kosmiczny do końca 1970 roku. Trudności w adaptacji organizmów kosmonautów do warunków ziemskich po długotrwałym pobycie w kosmosie, które wówczas się ujawniły, zostały nazwane w radzieckiej literaturze medycznej „efektem Nikołajewa”.
Nikołajew był także dublerem dowódców statków kosmicznych Wostok 2 oraz Sojuz 8. Od 1963 (funkcję objął po Juriju Gagarinie) do 1968 był dowódcą oddziału kosmonautów. W 1968 ukończył Akademię Techniczną Sił Powietrznych im. N. Żukowskiego, uzyskując tytuł inżyniera. W latach 1968–1992 był zastępcą naczelnika centrum szkolenia kosmonautów. Awansował na stopień generała majora lotnictwa.
Przez 18 lat (od 3 listopada 1963) był mężem kosmonautki Walentiny Tierieszkowej, z którą miał córkę Jelenę (ur. 1964). Małżonkowie rozwiedli się w 1982 roku.
W 1992 Nikołajew przeszedł do rezerwy, mieszkał w Gwiezdnym Miasteczku pod Moskwą. Zmarł 3 lipca 2004 na zawał serca w Czeboksarach w Czuwaszji, gdzie uczestniczył w charakterze sędziego w zawodach sportowych. Na polecenie prezydenta Czuwaszji został pochowany w rodzinnej wsi Szorszeły, na terenie otwartego w 1972 Muzeum Kosmonautyki, co wywołało skandal w Rosji. Jedyna córka Nikołajewa – Jelena czyni starania, aby jej ojciec został pochowany w Gwiezdnym Miasteczku. 
Za loty kosmiczne został dwukrotnie uhonorowany tytułem Bohatera Związku Radzieckiego (1962 i 1970), z wręczeniem Orderu Lenina i Złotej Gwiazdy. Odznaczony był ponadto m.in. orderami Czerwonego Sztandaru Pracy i Czerwonej Gwiazdy (1963).
Stowarzyszenie Uczestników Lotów Kosmicznych (Association of Space Explorers) przyznało mu pośmiertnie Universal Astronaut Insignia za lot orbitalny (nr 5).

## Wykaz lotów
| Loty kosmiczne, w których uczestniczył Andrijan G. Nikołajew            | Loty kosmiczne, w których uczestniczył Andrijan G. Nikołajew | Loty kosmiczne, w których uczestniczył Andrijan G. Nikołajew | Loty kosmiczne, w których uczestniczył Andrijan G. Nikołajew | Loty kosmiczne, w których uczestniczył Andrijan G. Nikołajew | Loty kosmiczne, w których uczestniczył Andrijan G. Nikołajew | Loty kosmiczne, w których uczestniczył Andrijan G. Nikołajew |
| Nr                                                                      | Data startu                                                  | Data lądowania                                               | Statek kosmiczny                                             | Funkcja                                                      | Czas trwania                                                 |                                                              |
| ----------------------------------------------------------------------- | ------------------------------------------------------------ | ------------------------------------------------------------ | ------------------------------------------------------------ | ------------------------------------------------------------ | ------------------------------------------------------------ | ------------------------------------------------------------ |
| 1                                                                       | 11 sierpnia 1962                                             | 15 sierpnia 1962                                             | Wostok 3                                                     | Pilot-kosmonauta                                             | 3 dni 22 godziny i 22 minuty                                 |                                                              |
| 2                                                                       | 1 czerwca 1970                                               | 19 czerwca 1970                                              | Sojuz 9                                                      | Dowódca misji                                                | 17 dni 16 godzin i 58 minut i 55 sekund                      |                                                              |
| Łączny czas spędzony w kosmosie — 21 dni 15 godzin 20 minut i 55 sekund |                                                              |                                                              |                                                              |                                                              |                                                              |                                                              |